# Life is Music
Life is Music – album koncertowy Marka Bilińskiego. Został wydany w 2017 roku nakładem wydawnictwa Bi.Ma. Koncert zarejestrowano 11 listopada 2015 w Filharmonii im. Mieczysława Karłowicza w Szczecinie. Album wydany dzięki zaangażowaniu głównego patrona - marki Life Is Music Entertainment.

## Lista utworów(CD)
Źródło:.
1. „Mały Książę - Prolog / Little Prince - Prologue” – 6:27
2. „Po Drugiej Stronie Świata / On The Other Side Of The World” – 10:32
3. „Kwiaty Krwi / Flowers Of Blood” – 8:24
4. „Początek Światła / The Song Of Life” – 6:02
5. „Taniec W Zaczarowanym Gaju / Dancing In A Magic Grove” – 2:56
6. „Zaćmienie - Pieśń Zmierzchu / The Song Of Twilight” – 5:59
7. „Mały Książę - Róża / Little Prince - Rose” – 3:30
8. „Błyski Kolorów I / Flashes Of Colours I” – 4:33
9. „Dom W Dolinie Mgieł / House In The Foggy Valley” – 4:45
10. „Dziecko Słońca / The Song Of Dawn” – 3:40
11. „Strumień Iskier / Sparkjet” – 4:12
12. „Ucieczka Z Tropiku / Escape From The Tropics” – 5:09
13. „Szalony Koń / Mad Horse” – 5:41

## Lista utworów(DVD)
Źródło:.
1. „E≠mc² / The Non-Equivalence Of Mass & Energy” (bonus)
2. „Mały Książę - Prolog / Little Prince - Prologue”
3. „Po Drugiej Stronie Świata / On The Other Side Of The World”
4. „Kwiaty Krwi / Flowers Of Blood”
5. „Początek Światła / The Song Of Life”
6. „Taniec W Zaczarowanym Gaju / Dancing In A Magic Grove”
7. „Zaćmienie - Pieśń Zmierzchu / The Song Of Twilight”
8. „Mały Książę - Róża / Little Prince - Rose”
9. „Błyski Kolorów I / Flashes Of Colours I”
10. „Dom W Dolinie Mgieł / House In The Foggy Valley”
11. „Dziecko Słońca / The Song Of Dawn”
12. „Strumień Iskier / Sparkjet”
13. „Ucieczka Z Tropiku / Escape From The Tropics”
14. „Szalony Koń / Mad Horse”
15. „El-Pioneer - Sound Lab” (bonus)